# Verpillières-sur-Ource
Pour les articles homonymes, voir La Verpillière.
Verpillières-sur-Ource est une commune française située le long de l'Ource dans le département de l'Aube, en région Grand Est.

## Géographie
| Essoyes |                               | Fontette |
|         | Verpillières-sur-Ource        | Cunfin   |
|         | Grancey-sur-Ource (Côte-d'Or) |          |

### Hydrographie
La commune est dans la région hydrographique « la Seine de sa source au confluent de l'Oise (exclu) » au sein du bassin Seine-Normandie. Elle est drainée par l'Ource, le Landion, le Fossé 01 de la Lande, le Landion, l'Ource et divers autres petits cours d'eau,.
L'Ource, d'une longueur de 100 km, prend sa source dans la commune de Poinson-lès-Grancey et se jette  dans la Seine à Bar-sur-Seine, après avoir traversé 25 communes. 
Le Landion, d'une longueur de 11 km, prend sa source dans la commune de Cunfin et se jette  dans l'Ource sur la commune, après avoir traversé deux communes. 

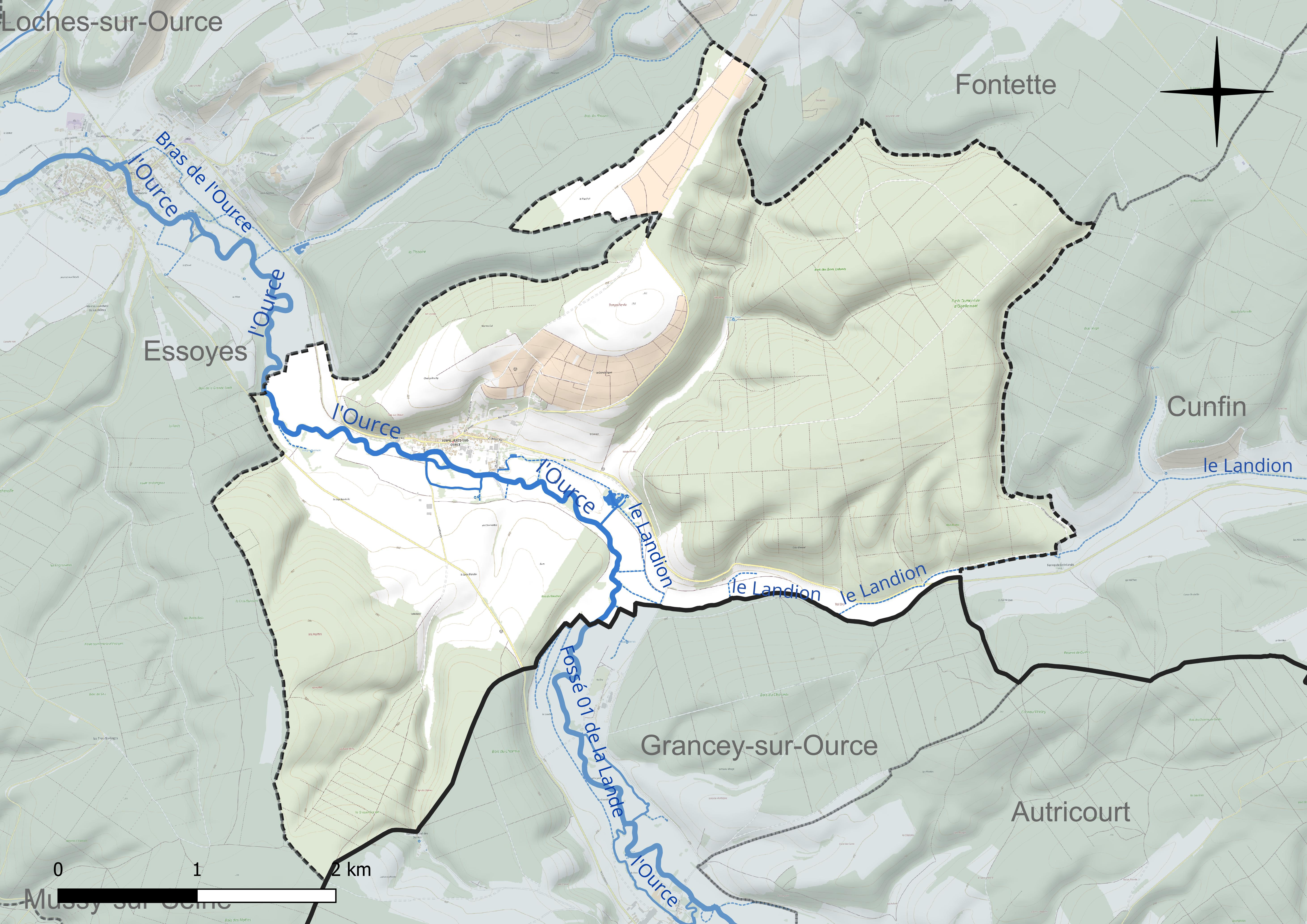
Réseau hydrographique de Verpillières-sur-Ource.

### Climat
Pour des articles plus généraux, voir Climat du Grand Est et Climat de l'Aube.
En 2010, le climat de la commune est de type climat océanique dégradé des plaines du Centre et du Nord, selon une étude du Centre national de la recherche scientifique s'appuyant sur une série de données couvrant la période 1971-2000. En 2020, Météo-France publie une typologie des climats de la France métropolitaine dans laquelle la commune est exposée à un climat océanique altéré et est dans la région climatique  Lorraine, plateau de Langres, Morvan, caractérisée par un hiver rude (1,5 °C), des vents modérés et des brouillards fréquents en automne et hiver. 
Pour la période 1971-2000, la température annuelle moyenne est de 10,7 °C, avec une amplitude thermique annuelle de 16,3 °C. Le cumul annuel moyen de précipitations est de 860 mm, avec 12,8 jours de précipitations en janvier et 8,7 jours en juillet. Pour la période 1991-2020, la température moyenne annuelle observée sur la station météorologique de Météo-France la plus proche, « Cunfin_sapc », sur la commune de Cunfin à 7 km à vol d'oiseau, est de 11,0 °C et le cumul annuel moyen de précipitations est de 900,4 mm. 
La température maximale relevée sur cette station est de 41 °C, atteinte le 31 juillet 1983 ; la température minimale est de −21 °C, atteinte le 17 janvier 1985,,. 
Les paramètres climatiques de la commune ont été estimés pour le milieu du siècle (2041-2070) selon différents scénarios d'émission de gaz à effet de serre à partir des nouvelles projections climatiques de référence DRIAS-2020. Ils sont consultables sur un site dédié publié par Météo-France en novembre 2022.

## Urbanisme

### Typologie
Au 1er janvier 2024, Verpillières-sur-Ource est catégorisée commune rurale à habitat dispersé, selon la nouvelle grille communale de densité à 7 niveaux définie par l'Insee en 2022.
Elle est située hors unité urbaine et hors attraction des villes,.

### Occupation des sols
L'occupation des sols de la commune, telle qu'elle ressort de la base de données européenne d’occupation biophysique des sols Corine Land Cover (CLC), est marquée par l'importance des forêts et milieux semi-naturels (67,1 % en 2018), une proportion sensiblement équivalente à celle de 1990 (66,9 %). La répartition détaillée en 2018 est la suivante : forêts (62,3 %), terres arables (20,8 %), cultures permanentes (7,1 %), milieux à végétation arbustive et/ou herbacée (4,8 %), prairies (3,4 %), zones urbanisées (1,6 %). L'évolution de l’occupation des sols de la commune et de ses infrastructures peut être observée sur les différentes représentations cartographiques du territoire : la carte de Cassini (XVIIIe siècle), la carte d'état-major (1820-1866) et les cartes ou photos aériennes de l'IGN pour la période actuelle (1950 à aujourd'hui).

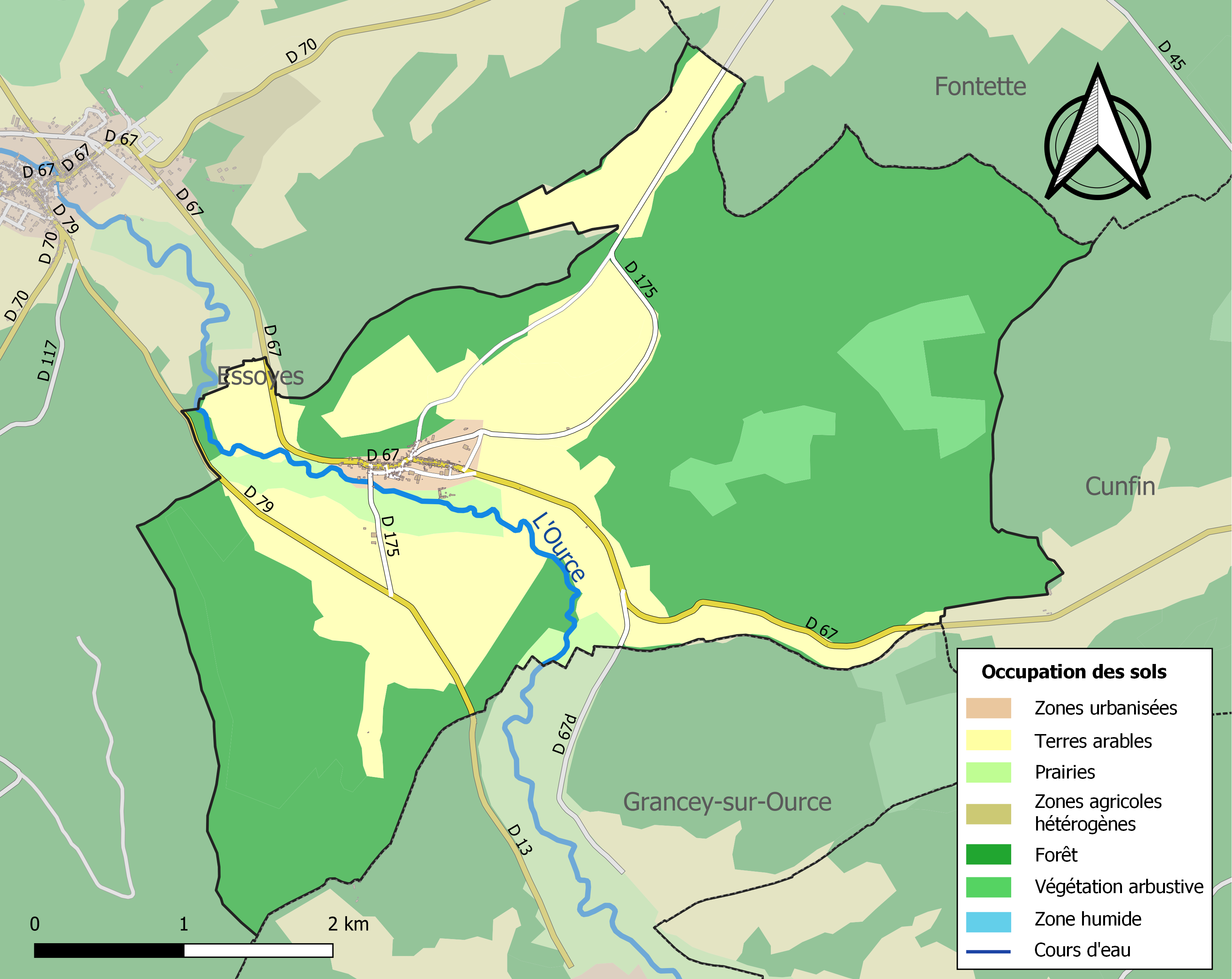
Carte des infrastructures et de l'occupation des sols de la commune en 2018 (CLC).

## Politique et administration
| Période                                  | Période  | Identité                                             | Étiquette | Qualité |
| ---------------------------------------- | -------- | ---------------------------------------------------- | --------- | ------- |
| avant 1995                               | ?        | M. Michel Chaumard                                   |           |         |
| mars 2001                                | 2008     | Mme Rosanna Cintrat                                  |           |         |
| mars 2008                                | En cours | Mme Pervenche Nobili Réélue pour le mandat 2020-2026 | DVD       |         |
| Les données manquantes sont à compléter. |          |                                                      |           |         |

## Démographie

### Évolution démographique
L'évolution du nombre d'habitants est connue à travers les recensements de la population effectués dans la commune depuis 1793. Pour les communes de moins de 10 000 habitants, une enquête de recensement portant sur toute la population est réalisée tous les cinq ans, les populations de référence des années intermédiaires étant quant à elles estimées par interpolation ou extrapolation. Pour la commune, le premier recensement exhaustif entrant dans le cadre du nouveau dispositif a été réalisé en 2007.

En 2022, la commune comptait 109 habitants, en évolution de −1,8 % par rapport à 2016 (Aube : +0,7 %, France hors Mayotte : +2,11 %).
| 1793 | 1800 | 1806 | 1821 | 1831 | 1836 | 1841 | 1846 | 1851 |
| ---- | ---- | ---- | ---- | ---- | ---- | ---- | ---- | ---- |
| 556  | 598  | 606  | 540  | 533  | 582  | 584  | 572  | 559  |

| 1856 | 1861 | 1866 | 1872 | 1876 | 1881 | 1886 | 1891 | 1896 |
| ---- | ---- | ---- | ---- | ---- | ---- | ---- | ---- | ---- |
| 529  | 540  | 478  | 439  | 414  | 411  | 399  | 389  | 393  |

| 1901 | 1906 | 1911 | 1921 | 1926 | 1931 | 1936 | 1946 | 1954 |
| ---- | ---- | ---- | ---- | ---- | ---- | ---- | ---- | ---- |
| 342  | 304  | 248  | 196  | 212  | 221  | 207  | 186  | 155  |

| 1962 | 1968 | 1975 | 1982 | 1990 | 1999 | 2006 | 2007 | 2012 |
| ---- | ---- | ---- | ---- | ---- | ---- | ---- | ---- | ---- |
| 132  | 115  | 99   | 99   | 101  | 121  | 119  | 119  | 115  |

| 2017 | 2022 | - | - | - | - | - | - | - |
| ---- | ---- | - | - | - | - | - | - | - |
| 109  | 109  | - | - | - | - | - | - | - |

### Pyramide des âges
La population de la commune est relativement jeune.
En 2018, le taux de personnes d'un âge inférieur à 30 ans s'élève à 37,6 %, soit au-dessus de la moyenne départementale (35,2 %). À l'inverse, le taux de personnes d'âge supérieur à 60 ans est de 28,4 % la même année, alors qu'il est de 27,7 % au niveau départemental.
En 2018, la commune comptait 54 hommes pour 55 femmes, soit un taux de 50,46 % de femmes, légèrement inférieur au taux départemental (51,41 %).
Les pyramides des âges de la commune et du département s'établissent comme suit.
| Hommes | Classe d’âge | Femmes |
| ------ | ------------ | ------ |
| 0,0    | 90 ou +      | 1,8    |
| 5,6    | 75-89 ans    | 7,3    |
| 20,4   | 60-74 ans    | 21,8   |
| 22,2   | 45-59 ans    | 25,5   |
| 11,1   | 30-44 ans    | 9,1    |
| 33,3   | 15-29 ans    | 20,0   |
| 7,4    | 0-14 ans     | 14,5   |

| Hommes | Classe d’âge | Femmes |
| ------ | ------------ | ------ |
| 0,8    | 90 ou +      | 2,1    |
| 7,4    | 75-89 ans    | 10,2   |
| 17,4   | 60-74 ans    | 18,4   |
| 19,4   | 45-59 ans    | 19     |
| 17,8   | 30-44 ans    | 17,3   |
| 18,3   | 15-29 ans    | 15,9   |
| 19     | 0-14 ans     | 17,1   |

## Lieux et monuments
- Le pont et deux lavoirs.
- Un château du XVIIIe siècle.

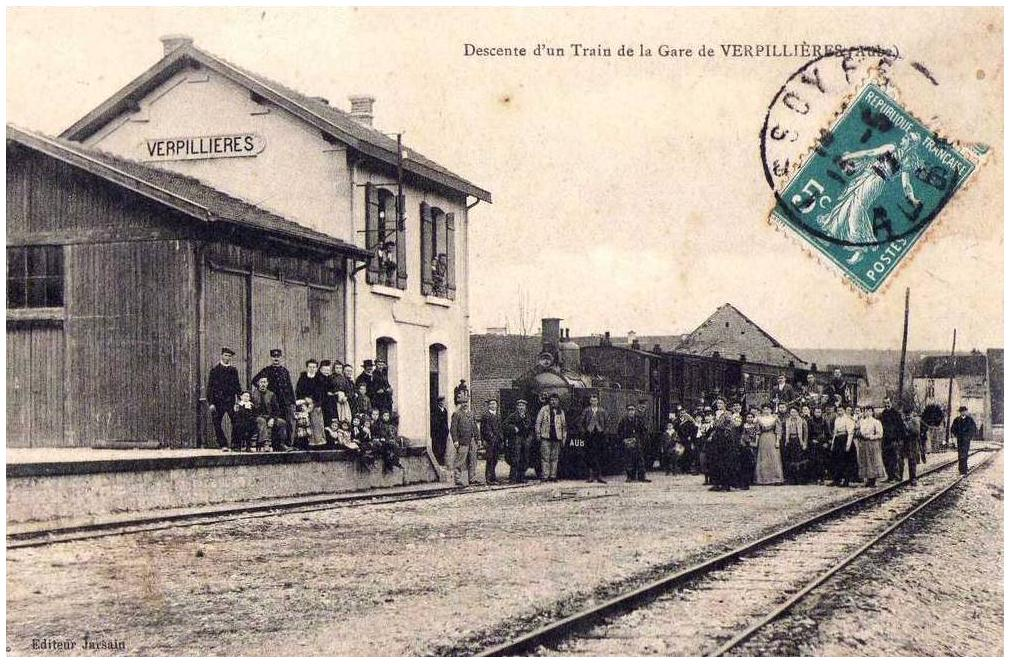
Ancienne gare.

- Église de la Nativité-de-Notre-Dame de Verpillières-sur-Ource.

## Personnalités liées à la commune
- La « belle Gabrielle », modèle du peintre Pierre-Auguste Renoir, a habité à Verpillières-sur-Ource. Des croquis ont été retrouvés, des croquis faits par son mari, influencé par Renoir.
- Renoir habitait à Essoyes, à 3 km de Verpillières, et y est enterré.
- L'illustre moutardier français Alexandre Bornibus, naquit à Verpillières-sur-Ource avant de s'installer dans la ville de Paris.